# Bulgisan
Bulgisan (koreanska: 불기산) är ett berg i Sydkorea.   Det ligger i provinsen Gyeonggi, i den norra delen av landet, 50 km nordost om huvudstaden Seoul. Toppen på Bulgisan är 601 meter över havet, eller 269 meter över den omgivande terrängen. Bredden vid basen är 3,6 km.
Terrängen runt Bulgisan är huvudsakligen kuperad. Runt Bulgisan är det ganska tätbefolkat, med 214 invånare per kvadratkilometer. Närmaste större samhälle är Gapyeong, 6,0 km nordost om Bulgisan. I omgivningarna runt Bulgisan växer i huvudsak blandskog.